# Hypaeus duodentatus
Hypaeus duodentatus là một loài nhện trong họ Salticidae.
Loài này thuộc chi Hypaeus. Hypaeus duodentatus được Crane miêu tả năm 1943.